# アウトワーク (要塞)

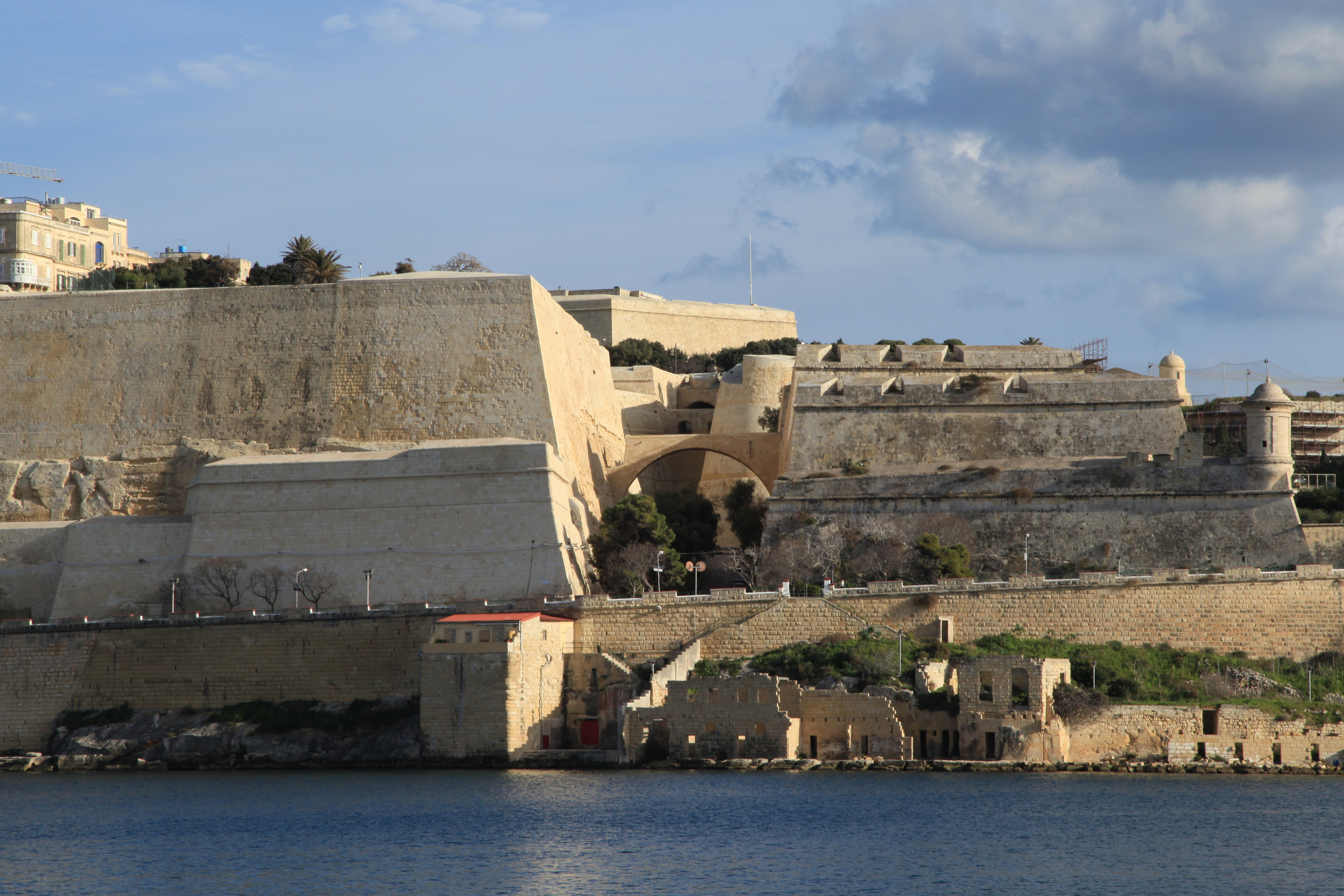
マルタのヴァレッタ要塞の眺め。主要塞(左側のバスチョン)、真ん中の堀、および右側のアウトワーク(カウンターガード)

アウトワーク(outwork)は主たる要塞(本塁)の境界より外側に建設または設置された、副次的な要塞施設である。
本塁とは離れている場合も、一部繋がっている場合もある。外塁と訳される場合がある。
バスチョン(bastion: 稜堡)やカーテンウォールを火砲の直射から防護するため、ラヴリン(ravelin)、ルネット (要塞)(lunette)、フレッシュ (要塞)(flèche)、カポニア(caponier)のようなアウトワークは16世紀に発展した。
後に、戦争の規模が拡大し、攻囲側がより多くの(人的・物的))資源を用いるようになったことも、この発展を加速した。攻撃者の前進を遅くし、より多くのコスト(人的・物的・経済的)をかけさせるために、アウトワークのシステムはますます精緻になり、外側へ拡大した。
アウトワーク後面に塁壁(rampart)は無く、それは敵軍に奪取された時、本塁からの砲火に対し敵軍が完全に無防備になることを意味する。